# Rogojești
Rogojești – wieś w Rumunii, w okręgu Botoszany, w gminie Mihăileni. W 2011 roku liczyła 599 mieszkańców.